# Гільєрмо Тель Вільєгас
Гільєрмо Тель Вільєгас (1823 — 21 березня 1907) — президент Венесуели у 1868, 1870 та 1892 роках.